# Anasazisaurus
Anasazisaurus là một chi khủng long, được Hunt & S. Lucas mô tả khoa học năm 1993.